# وسادة السلاميات
وسادة السلاميات أو الوسائد البرجمية، هي زوائد ليفية مقيدة، متقرنة، وليفية فوق ظهر المفاصل السلامية. يتم وصفها بأنها سماكة ليفية محددة جيدًا، مستديرة، تشبه اللويحة، والتي قد تظهر في أي عمر، وتنمو لتبلغ قطرها من 10 إلى 15 ملم في غضون بضعة أسابيع أو أشهر، ثم تختفي بمرور الوقت.
ترتبط وسائد السلاميات في بعض الأحيان مع تفقع دوبوترين وانعطاف الإصبع المستديم، :595 وتشريحيًا تُعتبر من الآفات الليفية. :595 لا تستجيب وسائد السلاميات بشكل عام للعلاج، بما في ذلك الستيرويدات، وتميل إلى الظهور مرة أخرى بعد الجراحة ومع ذلك، فقد كان هناك بعض التحسن عند حقن الفلورويوراسيل داخل الآفة.